# Ibrahim Imoro
Ibrahim Imoro (2 ottobre 1999) è un calciatore ghanese, difensore dei Singida Black Stars.

## Caratteristiche tecniche
È un terzino sinistro.

## Carriera

### Club
Cresciuto nel Windy Professionals nel 2016 si trasferisce al Bolga All Stars con cui debutta nella massima serie ghanese; nel 2018 viene prestato al Karela United dove gioca 13 incontri segnando due reti prima dell'interruzione del campionato in seguito ad uno scandalo di corruzione. Al termine della stagione rimane senza contratto e si accorda con il Thunder FC in seconda divisione.
Dopo un periodo di prova fra le file dell'Hapoel Tel Aviv non andato a buon fine, il 28 dicembre 2020 si trasferisce a titolo definitivo all'Asante Kotoko.

### Nazionale
Il 28 marzo 2021 debutta con la nazionale ghanese giocando l'incontro di qualificazione per la Coppa d'Africa 2021 vinto 3-1 contro São Tomé e Príncipe.

## Statistiche
Statistiche aggiornate al 26 marzo 2021.

### Cronologia presenze e reti in nazionale
| Cronologia completa delle presenze e delle reti in nazionale ― Ghana | Cronologia completa delle presenze e delle reti in nazionale ― Ghana | Cronologia completa delle presenze e delle reti in nazionale ― Ghana | Cronologia completa delle presenze e delle reti in nazionale ― Ghana | Cronologia completa delle presenze e delle reti in nazionale ― Ghana | Cronologia completa delle presenze e delle reti in nazionale ― Ghana | Cronologia completa delle presenze e delle reti in nazionale ― Ghana | Cronologia completa delle presenze e delle reti in nazionale ― Ghana |
| Data                                                                 | Città                                                                | In casa                                                              | Risultato                                                            | Ospiti                                                               | Competizione                                                         | Reti                                                                 | Note                                                                 |
| -------------------------------------------------------------------- | -------------------------------------------------------------------- | -------------------------------------------------------------------- | -------------------------------------------------------------------- | -------------------------------------------------------------------- | -------------------------------------------------------------------- | -------------------------------------------------------------------- | -------------------------------------------------------------------- |
| 28-3-2021                                                            | Cape Coast                                                           | Ghana                                                                | 3 – 1                                                                | São Tomé e Príncipe                                                  | Qual. Coppa d'Africa 2021                                            | -                                                                    | 70’                                                                  |
| Totale                                                               |                                                                      | Presenze                                                             | 1                                                                    |                                                                      | Reti                                                                 | 0                                                                    |                                                                      |